# Scott Levy
Scott Levy, född 8 september 1964, amerikansk före detta fribrottare mer känd under namnet Raven där han bland annat brottades i World Wrestling Federation,  Total Nonstop Action (numera Impact Wrestling). Han är en före detta NWA- och ECW världsmästare. 

## Karriär
Scott började sin brottningskarriär som Scotty the Body i det Memphisgrundade företaget Continental Wrestling Association, där han var en "leksak" åt Missy Hyatt. Han lämnade senare företaget.

### World Championship Wrestling
Scott började senare i World Championship Wrestling som Scotty Flamingo i WCW:s lättviktardivision. Hans manager var Diamond Dallas Page. Levy vann den kortvarande lättviktartiteln när han besegrade Brian Pillman. Han besegrade boxaren Badd i en boxningsmatch på pay-per-view evenemanget Clash of the Champions IV, år 1992. Han skrev senare kontrakt för det konkurrerande förbundet World Wrestling Federation.

### World Wrestling Federation
Scott debuterade i World Wrestling Federation som managern Johnny Polo, där han spelade en karaktär som en bortskämd och divig ung man. Han var manager åt Adam Bomb och The Quebecers. The Quebecers vann tag-team titlarna med Scott Levy som manager år 1994.

### Extreme Championship Wrestling
Scott började senare i Extreme Championship Wrestling och bytte helt karaktär och namn till Raven. Han gestaltade en depressiv och melankolisk men samtidigt aggressiv och hämningslös karaktär, som sägs vara delvis inspirerad från Patrick Shwayzes karaktär Bodhi från filmen Point Break. Namnet hade inspirerats av dikten The Raven av Edgar Allan Poe. Hans enda allierade skulle vara de mest underliga brottare som alla undvek, exemeplvis Stevie Richards och The Blue Meanie. 
I januari 1996 lyckades Raven vinna tungviktsbältet från The Sandman efter många störningar och distraktioner från hans allierade vid sidan av ringen. Efter detta började han en lång fejd med Sandman som var mycket blodig och innehöll bland annat en taggtrådsmatch som Raven vann. Raven korsfäste även Sandman vid ett tillfälle. Raven lämnade ECW för att återvända WCW år 1997 efter att ha förlorat titeln till Terry Funk.

### Total Nonstop Action
Efter korta perioder i både World Championship Wrestling och World Wrestling Federation under slutet av 90-talet och början av 2000-talet började Raven att brottas för Total Nonstop Action i januari 2003. TNA var då ett relativt nytt och oprövat fribrottningsförbund som precis fått sitt första TV-kontrakt i USA.
I skapade Raven två tag teams baserade på sig själv som en makt som hjälper de mest hatade eller underliga brottare till att bli grova, brutala och sjuka. Hans första grupp kallades för The Gathering och innehöll medlemmar som alla någon gång deltagit eller skulle debutera senare i WWE, Alexis Laree, Julio Dinero och CM Punk. Raven skapade senare gruppen Serotonin med medlemmarna Franklyn "Kaz" Kazarian, som fick sitt namn förkortat till endast Kaz, Maverrick Matt som blev kallad Martyr och Johnny Devine fick smeknamnet Havok. 